# Snarky Puppy
Snarky Puppy – zespół muzyczny utworzony w 2003 przez basistę, kompozytora i producenta muzycznego Michaela League. Grupa wykonuje głównie instrumentalny jazz-funk i jazz fusion.

## Dyskografia
- Live at Uncommon Ground (2005)
- The Only Constant (2006)
- The World Is Getting Smaller (2007)
- Bring Us the Bright (2008)
- Tell Your Friends (2010)
- groundUP (2012)
- Amkeni w/ Bukuru Celestin (2013)
- Family Dinner (2013)
- We Like It Here (2014)
- Sylva (2015)
- Family Dinner Volume Two (2016)
- Culcha Vulcha (2016)
- Immigrance (2019)

## Członkowie zespołu
- Michael League – gitara basowa / lider.
- Bill Laurance – instrumenty klawiszowe.
- Cory Henry – instrumenty klawiszowe.
- Shaun Martin – instrumenty klawiszowe.
- Justin Stanton – instrumenty klawiszowe / trąbka.
- Bob Lanzetti – gitara.
- Mark Lettieri – gitara.
- Chris McQueen – gitara.
- Robert „Sput” Searight – perkusja.
- Larnell Lewis – perkusja.
- Jason „JT” Thomas – perkusja.
- Nate Werth – instrumenty perkusyjne.
- Marcelo Woloski – instrumenty perkusyjne.
- Chris Bullock – saksofon tenorowy / flet.
- Bob Reynolds – saksofon tenorowy.
- Mike „Maz” Maher – trąbka / flugelhorn.
- Jay Jennings – trąbka / flugelhorn.
- Zach Brock – skrzypce.